# Apache License
Apache License（アパッチ・ライセンス）は、Apacheソフトウェア財団 (ASF) によるソフトウェア向けライセンス規定。1.1以前は、Apache Software License（ASL）と称していた。著作権表示と免責事項表示の保持を求めている。1.1以降のバージョンはOpen Source Initiativeがオープンソースライセンスと承認している。GNUプロジェクトは、1.1以前のバージョンをGPL非互換で非コピーレフトの自由ソフトウェアライセンス、バージョン2.0をGPLバージョン3互換（GPL2以前とは非互換）の自由ソフトウェアライセンスと判断している。
ASFやそのサブプロジェクトが作成するソフトウェアは、すべてApache Licenseで提供されている。ASF以外のソフトウェアでもApache Licenseを使っているものがある。2010年6月現在、SourceForge.netにある5000以上のASF以外のプロジェクトがApache Licenseでリリースされている。

## 改版履歴
Apache Software License 1.0
最初の版であり、Apache HTTP Server 1.2など既存のApacheパッケージにのみ適用された。
Apache Software License 1.1
2000年にASFが承認した。1.0からの主な変更点は、いわゆる「宣伝条項」（1.0 ライセンスの第3項）である。派生製品の宣伝媒体へのASFソフトウェアを使っている旨の記述は求められなくなったが、エンドユーザードキュメントには記述しなければならない。なお、第4項と第5項では、"Apache"、"Apache Server"、"Apache Group" という文言を宣伝目的で許可無く使用することを禁じていた。
Apache License 2.0
2004年1月にASFが承認した。ASF以外のプロジェクトとのライセンス上の共存を容易にするため、GPLとのライセンスとしての互換性を改善し、全ファイルへのライセンス表示は必要なく、リファレンスのみでよくなっている。また、コントリビューションのライセンスを明確化し、特許権との関係を明確化した。

## ライセンス条件
他の自由ソフトウェア向けライセンスと同様、Apache Licenseではユーザーがそのソフトウェアの使用や頒布、修正、派生版の頒布をすることを制限しない。
Apache Licenseは、頒布される二次的著作物が同じライセンスで提供されることを要求しないが、ユーザーがそのソフトウェアにApache Licenseのコードが使われていることを知らせる文言を入れ、元のApache Licenceと矛盾しないようにする必要がある。
ライセンスされたファイルそれぞれに元々ある著作権と特許権の記述はそのまま保持されなければならず、何らかの修正が施されている場合は、その旨を追加記述しなければならない。

## GPLとの互換性
Apacheソフトウェア財団とフリーソフトウェア財団は、Apache License 2.0とGNU General Public Licenseバージョン3(GPLv3)が互換であるということで共通認識に達している（即ち両者を同梱するソフトウェアの頒布は許可される）。
ただし、フリーソフトウェア財団はGPLバージョン1ないし2とは非互換であるとしている。
例えば、Apache License 2.0にはGPLバージョン1ないし2が要求していない特許権の停止条件が述べてある。そのような特許権停止が悪い考えとは思わないが、これに限らずGPLにはない強力な制限を加えるライセンスはいずれにしてもGPLとは非互換である、としている。